# D.H.Th. Vollenhoven
Dirk Hendrik Theodoor Vollenhoven (Amsterdam, 1 november 1892 - aldaar, 6 juni 1978) was een Nederlands filosoof en hoogleraar.

## Levensloop
Vollenhoven werd geboren in Amsterdam als zoon van Dirk Hendrik Vollenhoven en Catharina Pruijs. Vollenhoven senior was werkzaam als douanebeambte bij de telegrafiedienst. In 1911 liet de zoon zich aan de Vrije Universiteit Amsterdam bij twee faculteiten inschrijven, de faculteit der godgeleerdheid en die van letteren en wijsbegeerte. In 1918 verwierf hij de doctorsgraad (cum laude) in de wijsbegeerte. Hij diende als predikant in de Gereformeerde Kerken – eerst in Oostkapelle (1918-1921) en vervolgens in Den Haag (1921-1926). In 1926 volgde zijn benoeming tot hoogleraar in de wijsbegeerte aan de Vrije Universiteit Amsterdam, een positie die hij tot 1963 vervulde. In 1918 huwde hij met Hermina Maria Dooyeweerd. Uit dit huwelijk werden vijf kinderen geboren. Na zijn afscheidscollege over "Plato’s realisme" bleef hij nog jarenlang privatissima voor belangstellenden geven. Hij stierf op 85-jarige leeftijd, ruim vijf jaar na het overlijden van zijn echtgenote.

## Het vroege werk
Vollenhoven combineerde helderheid van geest met diep inzicht. Zijn analytisch vermogen uitte zich in een zin voor onderscheidingen. Hij deed zijn werk met kenmerkende vroomheid, bescheidenheid en toewijding. Van 1926 tot 1948 verzorgde hij alle wijsgerige colleges. Dit behelsde het onderwijs in de geschiedenis der wijsbegeerte, algemene systematische wijsbegeerte, logica en theoretische psychologie (toen nog tot het terrein van de wijsbegeerte gerekend). Daarnaast was hij verantwoordelijk voor de verplichte wijsgerige vorming voor alle eerstejaars. Ten tijde van zijn promotieonderzoek preekte hij vrijwel iedere zondag – wat het nodige bijdroeg tot zijn bekendheid binnen de Gereformeerde Kerken. Een jaar voor het behalen van de doctorsgraad, stierven zowel zijn vader als zijn promotor en mentor, Jan Woltjer. G.H.J.W.J. Geesink nam diens taak over. In 1918 vond de promotie plaats op een dissertatie getiteld De Wijsbegeerte der Wiskunde van Theïstisch Standpunt. De Amsterdamse wiskundige Gerrit Mannoury, van wie Vollenhoven had gezegd dat aan hem de eer toekomt "het formalisme het meest consequent te hebben doorgedacht en wel in biologische richting", reageerde sympathiek op het proefschrift met te zeggen dat Vollenhoven een nog onbegaan pad had gevolgd en dat hij die weg niet heeft afgelegd "als theoloog, en ook niet als mathematicus, maar als een, die het geloven liefheeft, doch het denken niet versmaadt."
Zowel in Oostkapelle als in Den Haag werd de filosofische voortgezet naast een veeleisend predikantschap. In 1920 ontving hij een beurs voor een studieverlof aan de universiteit van Leipzig waar hij onder vijf maanden onder Felix Krueger gedurende zich in de problemen van de psychologie verdiepte. Hij zocht naar eigen zeggen de verzoening van denken en zijn, onder theïstische bemiddeling en met prioritering van het zijn. Rond 1922 volgde een nadere uitwerking in de zin dat kennen (en denken) voortaan onder het zijn ressorteert. Het neokantianisme dat toentertijd in Nederland de dominante stroming vormde, vertrok daarentegen vanuit het denken en rechtvaardigde deze positie vanuit een humanistische stellingname. Vollenhoven ging dus tegen de stroom in. Als gevolg van vele verplichtingen raakte hij overwerkt. In 1923 kwam de crisis. Het herstel zou een vol jaar duren.

## Vollenhoven en Dooyeweerd
Intussen raakte zijn studievriend en zwager, Herman Dooyeweerd, ook al meer filosofisch betrokken. Hij zocht Vollenhoven op in Oostkapelle om over de te volgen methode te spreken. Toen beiden in Den Haag woonden, werd het fundament gelegd voor een levenslange samenwerking.  Dat ondanks het feit dat hun persoonlijkheden sterk verschilden. Vollenhoven was de meer analytisch gerichte. Hij was de organisator, de systematicus, en de man van de gedetailleerde historische overzichten, terwijl de artistiek begaafde Dooyeweerd, die in de rechtswetenschap was opgeleid, als filosoof primair in de grote systematische problemen geïnteresseerd was. Van het einde van 1923 stamt hun gezamenlijke ontwerp van een nieuwe ‘Calvinistische wijsbegeerte’. In 1926 werden beiden simultaan aan de Vrije Universiteit benoemd, Dooyeweerd in de Faculteit der Rechtsgeleerdheid, Vollenhoven in Letteren en Wijsbegeerte, als opvolger van Geesink. Als hoogleraar was Vollenhoven nauwgezet, maar ook innovatief. Tegenover de studenten was hij mild en pastoraal – waarmee hij de sympathie van velen verwierf. In 1929 werd hij president van de universitaire alumni organisatie, en een jaar later erelid van het studentencorps. Vanaf het begin speelde hij een rol in de in 1930 opgerichte Calvinistische Studentenbeweging (CSB), als adviseur en als spreker. Van omstreeks die datum dateren zijn contacten met Klaas Schilder. De theoloog Schilder zou later een grote rol spelen in het kerkelijke conflict dat tot het ontstaan van de Gereformeerde Kerken vrijgemaakt leidde (1944) – een breuk die Vollenhoven diep betreurde.

## Een nieuwe mensleer
Niet lang na zijn aantreden als hoogleraar ontstond  een conflict over de leer van de onsterfelijkheid van de ziel. Vollenhoven nam de kritiek over van de met hem bevriende Antheunis Janse, het hoofd van een lagere school te Biggekerke die zichzelf in de wijsbegeerte had bekwaamd. In een in 1930 gepubliceerde lezing over de eerste vragen van de psychologie, stelde Vollenhoven dat het Bijbelse spreken over de ziel niet naar een onsterfelijke substantie verwijst maar de centrale eenheid, het ‘hart’, van het mens-zijn aanduid. Deze kritiek riep verzet op, vooral bij zijn collega Jan Waterink die lichaam, ziel en geest als te onderscheiden werkelijkheden beschouwde. Een eerste neerslag van de nieuwe filosofie was in een syllabus ten behoeve van de inleidingscolleges, getiteld Isagôgè Philosophiae, voor het eerst verschenen in 1930. Vervolgens formuleerde Vollenhoven in zijn rectorale oratie van 1932 een visie op logica als een sfeer met eigen normativiteit tegenover de gangbare opvatting van logica als neutraal instrument. Kort daarop verscheen zijn Calvinisme en de reformatie van de wijsbegeerte. Enerzijds slaagde hij hiermee zijn positie te verduidelijken, anderzijds riep zijn kritiek op de theologische scholastiek verzet op bij theologen als H.H. Kuyper en Valentijn Hepp. Hij betoonde zich vasthoudend, maar niet polemisch; zijn devies was steeds: ‘constructief werken, zonder het conflict te zoeken’.

## Een uniekeontologie
In deze periode bleven Vollenhoven en Dooyeweerd nauw samenwerken, maar met behoud van zelfstandigheid. Terwijl Dooyeweerd de betekenis van religieuze vooronderstellingen wilde aantonen met behulp van een transcendentale kritiek op het theoretische denken in het algemeen, was het Vollenhoven eerder te doen om de ontplooiing van een eigen werkelijkheidsvisie vanuit geloofsstandpunt.  Mettertijd verwierp hij de idee van een ‘zijn’ dat God, mens en kosmos omvat. In plaats daarvan komt het onderscheid tussen God, wet en kosmos. De zijnswijze van de wet is gelden; het bestaande is onderworpen (subjèct) aan de door God gestelde wet. Met betrekking tot de wet worden onderling onherleidbare wetskringen onderscheiden – vijftien in getal – waarbinnen de schepselen functioneren. Het menselijk bestaan is uitwendig geheel ‘doorgestructureerd’, maar wordt van binnenuit gericht door de ‘ziel’, het ‘hart’ ‘van waaruit de uitgangen van het leven zijn’. Ten aanzien van de wet wordt vervolgens tweeërlei onderscheiden: scheppingsbevel (het ‘er zij!’ van Genesis 1) en liefdegebod. ‘Het eerste raakt het ontstaan, de structuur, impliciet haar modale verscheidenheid …, het tweede de richting van het mensenleven in zijn verhouding tot God en de naaste.’ Dan zijn er nog in secundaire zin de positieve wetten die de brug slaan tussen het liefdegebod en de geografische en historische context. Omdat het kennen intrinsiek tot het zijn behoort, kan het op dit standpunt niet anders dan dat de kennistheorie een ontologie vooronderstelt. Het analytisch onderscheiden dient dus recht te doen aan de geschapen werkelijkheid en haar status van subjèct t.o.v. de wet te respecteren. Voor de theologie betekent dit volgens Vollenhoven dat zij voor kennis van God op Openbaring is aangewezen, en niet mag pretenderen langs logische weg het zijn Gods te begrijpen.

## Geschiedenis van de filosofie
Bij de behandeling van de geschiedenis van de filosofie concentreerde Vollenhoven zich op de ontwikkeling van een probleem-historische methode. De leidende gedachte was dat de wijze waarop een filosoof een systematisch probleem stelt altijd een keuze inhoudt uit een aantal typische oplossingen, en voorts een historische dimensie vertoont omdat deze keuze altijd op één of andere wijze aansluit bij een specifieke denktraditie. Met betrekking tot de historische dimensie onderscheidde hij een opeenvolging van historische perioden, aangeduid als ‘tijdstromingen’, bijv. Hellenisme, neoplatonisme, late middeleeuwen, sciëntisme, historisme, existentialisme. Deze stromingen vertegenwoordigen opeenvolgende, elkaar bestrijdende visies op de wet, op fundamentele onderscheidingen en/of methoden. Met betrekking tot de systematische oplossingen is het belangrijkste onderscheid dat tussen monistische en dualistische visies. Daarbinnen worden een groot aantal typen onderscheiden, zoals prioriteitstheorie, interactionisme, parallellisme, platoniserend of aristoteliserend hylomorfisme, enz. Zo beschouwd is dus elke filosofie op het snijvlak gesitueerd van een tijdstroming en een ontologisch type; dat maakt een positie zowel uniek (déze specifieke combinatie) als transparant (want vergelijkbaar met andere combinaties van typen en stromingen). Het grote doel van de probleem-historische methode was het gehele veld van stromingen en typen in kaart te brengen, ten einde zo door de tijd heen de grondproblemen van de filosofie inzichtelijk te maken, van Thales tot Heidegger. Vollenhoven hoopte een meerdelige geschiedenis van de filosofie te publiceren in samenwerking met twee van zijn vroegere leerlingen, S.U. Zuidema en K.J. Popma. Door de jaren heen was al veel collegemateriaal verzameld in syllabi. In 1950 verscheen het eerste deel van de Geschiedenis der Wijsbegeerte dat zich tot de pre-socratische filosofie beperkte. In eerste instantie was de ontvangst positief. Maar een raillerende bespreking van W.J. Verdenius, met inbreng van diens collega D. Loenen, en een deels kritische bespreking van Mevr. C.J. de Vogel deden de stemming omslaan. De Stichting voor Zuiver Wetenschappelijk Onderzoek besloot de subsidie stop te zetten op grond van een negatief advies van een beoordelingscommissie waarin Vollenhovens vroegere collega H.J. Pos zitting had. De kritiek richtte zich vooral op de vooronderstelde prioriteit van ontologie t.o.v. kennistheorie en de probleemhistorische methode. Vollenhoven zag zich gedwongen naar andere publicatie mogelijkheden om te zien. Veel van de resultaten van de probleemhistorische methode vonden nu hun weg in door hem verzorgde filosofische lemma’s van de 4e en 5e druk van de Oosthoek encyclopedie.

## Samenwerking en oppositie
In 1935 kwam onder Vollenhovens leiding de Vereniging voor Calvinistische Wijsbegeerte tot stand, met Philosophia Reformata als academisch tijdschrift, en Meededelingen en Correspondentiebladen als interne organen. Vollenhoven opende de eerste bijeenkomst met onder meer deze woorden: ‘Want wat ons hier samenbrengt is iets heerlijks. Het is niet de wijsbegeerte, want die is niet het eerste in ons leven. Het is veeleer de band aan Gods Woord, omdat wij door genade hebben geleerd uit den Christus te willen leven, en de religie als hartezaak de kern is geworden van heel ons bestaan …’ En over de gangbare filosofie: zij ‘weet niets van dit alles; dat ons zoo na aan het hart ligt: niets van een God, indien ge daaronder verstaat den God der Schriften; niets van een hart, dat alleen rust kan vinden in Hèm; niets van de wereldgeschiedenis, die vastligt in den eersten en tweeden Adam; ook heel weinig van verschil tussen terreinen; welker onderscheiding in de practijk toch zoo nodig bleek.’ Op 18 november 1938 ontving het curatorium van de Vrije Universiteit een formele klacht van de (overgrote meerderheid van de) hoogleraren van de theologische faculteit met de beschuldiging dat Vollenhoven op twee punten van de Gereformeerde belijdenis afweek: (i) de ontkenning van de tweeledigheid van het menselijke bestaan als bestaande uit een stoffelijk, sterfelijk lichaam en een onstoffelijke, onsterfelijke ziel; (ii) de verwerping van het leerstuk van de ‘onpersoonlijke’ (‘anhypostatische’) menselijke natuur van Christus. Vollenhovens standpunt dat de Zoon van God een persoonlijke menselijke natuur heeft, werd beschouwd als een dwaling in de lijn van Nestorius. De curatoren benoemden een commissie om de klacht te onderzoeken. De oorlog kwam echter tussenbeide en de curatoren besloten de zaak te laten vallen. Het tweede deel van de aanklacht was gebaseerd op een passage in zijn Calvinisme en de reformatie der wijsbegeerte. Met de bedoelde passage was hij inmiddels zelf niet gelukkig meer, en wilde hij bij een volgende druk veranderen. Vollenhoven had geen affiniteit met de nestoriaanse christologie; zijn punt was dat de uitdrukking ‘onpersoonlijke menselijke natuur’ niet uit de belijdenisgeschriften stamt en dan ook niet een aanklacht vanwege ketterij kan onderbouwen. De beschuldiging van afwijking van de belijdenis was klaarblijkelijk ingegeven door beduchtheid voor Vollenhovens ondermijning van de scholastieke theologie en bezorgdheid om zijn toenemende populariteit en groeiende invloed. Men eiste herroeping van de dwaling in een gepubliceerde verklaring.

## Verder organisatorisch werk
Tijdens de bezetting werd Vollenhoven gekozen tot voorzitter van de Algemeene Nederlandsche Vereeniging voor Wijsbegeerte. Hij bleef als voorzitter aan tot na afloop van het tiende Wereldcongres voor Filosofie, gehouden te Amsterdam, augustus 1948. Direct na de Tweede Wereldoorlog zette Vollenhoven zich in voor de stichting en het onderhouden van bijzondere leerstoelen in de Calvinistische wijsbegeerte aan openbare universiteiten. In 1947 werd de Stichting voor Bijzondere Leerstoelen opgericht met Vollenhoven als voorzitter. De eerste leerstoel was die te Utrecht en de eerstbenoemde hoogleraar S.U. Zuidema. Zuidema kreeg in hetzelfde jaar ook een benoeming aan de Vrije Universiteit waarna zijn leermeester zich kon concentreren op de geschiedenis van de filosofie. Vollenhoven bleef de Vereniging voor Calvinistische Wijsbegeerte als voorzitter dienen tot 1963, het jaar waarin hij emeriteerde.

## Internationale invloed
Naast leerlingen in Nederland, had Vollenhoven vooral leerlingen in Noord-Amerika en Zuid-Afrika. H. Evan Runner, die onder Vollenhoven was gepromoveerd, oefende aan Calvin College (Grand Rapids, Michigan) diepgaande invloed uit op een betrekkelijk grote groep van studenten. Hij behoorde ook tot de oprichters van de Association for Reformed Scientific Studies (later: Association for Advancement of Christian Studies), de vereniging waarvan het in 1967 geopende Institute for Christian Studies (Toronto) uitging. In Zuid-Afrika liepen de invloedslijnen in eerste instantie via de hoogleraren Hendrik G. Stoker (een geestverwant met eigen filosofische conceptie) en J.A.L. Taljaard; zij stimuleerden op hun beurt studenten om onder Vollenhoven en Dooyeweerd te studeren. In 1961 verzorgde Vollenhoven een serie van gastcolleges in Canada en twee jaar later in Zuid-Afrika. 
Dit bezoek aan Zuid-Afrika viel vlak voor zijn afscheidscollege over "Plato's realisme". Vollenhoven werd aan de Vrije Universiteit door vier personen opgevolgd: Hendrik van Riessen, Johan van der Hoeven, C.A. van Peursen en A.W. Begemann. Van Riessen volgde hem op als voorzitter van de Vereniging voor Calvinistische (later: Reformatorische) Wijsbegeerte.

## Enkele publicaties
- De Wijsbegeerte der Wiskunde van Theïstisch Standpunt. Amsterdam: G. van Soest, 1918.
- Logos en Ratio, beider verhouding in de geschiedenis der Westersche kentheorie. Kampen: Kok, 1926 (Reformed Epistemology. The relation of Logos and ratio in the history of Western epistemology. Vertaling en introductie door Anthony Tol. Sioux Center (Iowa): Dordt College Press, 2013).
- De eerste vragen der psychologie. Loosduinen: Kleywegt, 1930.
- De Noodzakelijkheid eener Christelijke Logica. Amsterdam: H.J. Paris, 1932.
- Het Calvinisme en de reformatie van de wijsbegeerte. Amsterdam: H.J. Paris, 1933.
- Geschiedenis der Wijsbegeerte I. Franeker: T. Wever, 1950.
- "Plato’s realisme." In: Philosophia Reformata, 28 (1963), pp.97-133 (ook in: A. Tol en K.A. Bril (red.), Vollenhoven als Wijsgeer. Inleidingen en Teksten (Amsterdam: Buijten & Schipperheijn, 1992), 155-159 (afscheidsrede 1963)).
- Schematische Kaarten. Filosofische concepties in probleemhistorisch verband. K.A. Bril en P.J. Boonstra (red.). Amstelveen: De Zaak Haes, 2000.
- Gastcolleges Wijsbegeerte. Erfenis voor het heden. K.A. Bril en R.A. Nijhoff (red.). Amstelveen: De Zaak Haes, 2011.

- Biografisch Portaal: 61871441
- Digitale Bibliotheek voor de Nederlandse Letteren: voll013
- Gemeinsame Normdatei: 1147229406
- International Standard Name Identifier: 0000 0000 3473 4628
- Library of Congress Control Number: n83037105
- Nederlandse Thesaurus van Auteursnamen: 068802528
- Système universitaire de documentation: 130821934
- Virtual International Authority File: 6303554
- WorldCat: E39PBJgcXHrxtdbCVgrmWkTfv3